# Азид цезия
Азид цезия — неорганическое соединение, 
цезиевая соль азотистоводородной кислоты. 
Бесцветные кристаллы, хорошо растворимые в воде и нерастворимые в эфире.

## Получение
- Получают реакцией гидроксида цезия с азотистоводородной кислотой:

{\displaystyle {\mathsf {CsOH+HN_{3}\rightarrow CsN_{3}+H_{2}O}}}

## Устойчивость
- Устойчив при хранении в сухом виде.
- Не взрывается от удара.
- При нагревании до 390 °C разлагается:

{\displaystyle {\mathsf {2CsN_{3}\rightarrow 2Cs+3N_{2}\uparrow }}}

## Химические свойства
- Имеет все свойства неорганических азидов.

- С солями серебра образует осадок азида серебра.

{\displaystyle {\mathsf {CsN_{3}+AgNO_{3}\rightarrow CsNO_{3}+AgN_{3}\downarrow }}}
- С сильными кислотами образует азотистоводородную кислоту.

{\displaystyle {\mathsf {2CsN_{3}+H_{2}SO_{4}\rightarrow Cs_{2}SO_{4}+2HN_{3}}}}
- Разлагается при нагревании до 390 °C в вакууме на цезий и азот

{\displaystyle {\mathsf {2CsN_{3}\rightarrow 2Cs+3N_{2}\uparrow }}}